# Carry trade
Carry trade (укр. Керрі-трейд) - одна із стратегій дій інвесторів на фондовому і валютному ринку (форекс). Термін не має загальноприйнятого перекладу на українську мову.
В основі стратегії лежить та обставина, що в різних державах діють різні процентні ставки щодо засобів в їх національних валютах.
Стратегія carry trade полягає в запозиченні коштів у національній валюті держави, який встановив низькі процентні ставки, конвертації та інвестуванні їх у національній валюті держав, які встановили високі процентні ставки.
Найпоширенішим прикладом цієї стратегії є carry trade японської єни: гравець бере в борг тисячу єн в японському банку, конвертує ці гроші в долари США і на цю суму купує облігацію (боргове зобов'язання уряду або компанії). Припустимо, що виплати по облігації складають 4,5% річних, а вартість запозичення в Японії близька до нуля (що в останні роки недалеко від істини). У такому випадку гравець повинен заробити на цій операції 4,5% (4,5% -0%), за умови, що курс єни по відношенню до долара залишається незмінним. Багато професійних трейдерів використовують цю стратегію, оскільки із застосуванням «кредитного плеча» можна багаторазово посилити прибутковість. Так, якщо трейдер використовує «важіль» («плече») 10:1, прибутковість операції у вищезгаданому прикладі підвищується до 45%.
Ризиком даної стратегії є можлива зміну обмінного курсу використовуваних валют. Саме це сталося в жовтні 2008 року, що призвело до того, що бульбашка yen carry trade лопнула слідом за іншими бульбашками фінансових ринків.
Застосування даної стратегії інвесторами доводиться враховувати центральним банкам держав при управлінні ставкою рефінансування. Підвищення ставки без урахування ситуації на світовому фінансовому ринку може викликати масований приплив в країну спекулятивного капіталу.